# عقاب هاآست
عقاب هاآست(الاسم العلمي: Hieraaetus moorei)، هو عقابٌ كان يعيش في آيسلندا الجنوبية في نيوزيلاندا. كان هذا العقاب هو أكبر عقابٍ على وجه الكوكب. ويعرف بأن شعب الماوري سماه بروكاي؛ غير أن الاسم الشائع له هو هاكاوي.

## الوصف العام

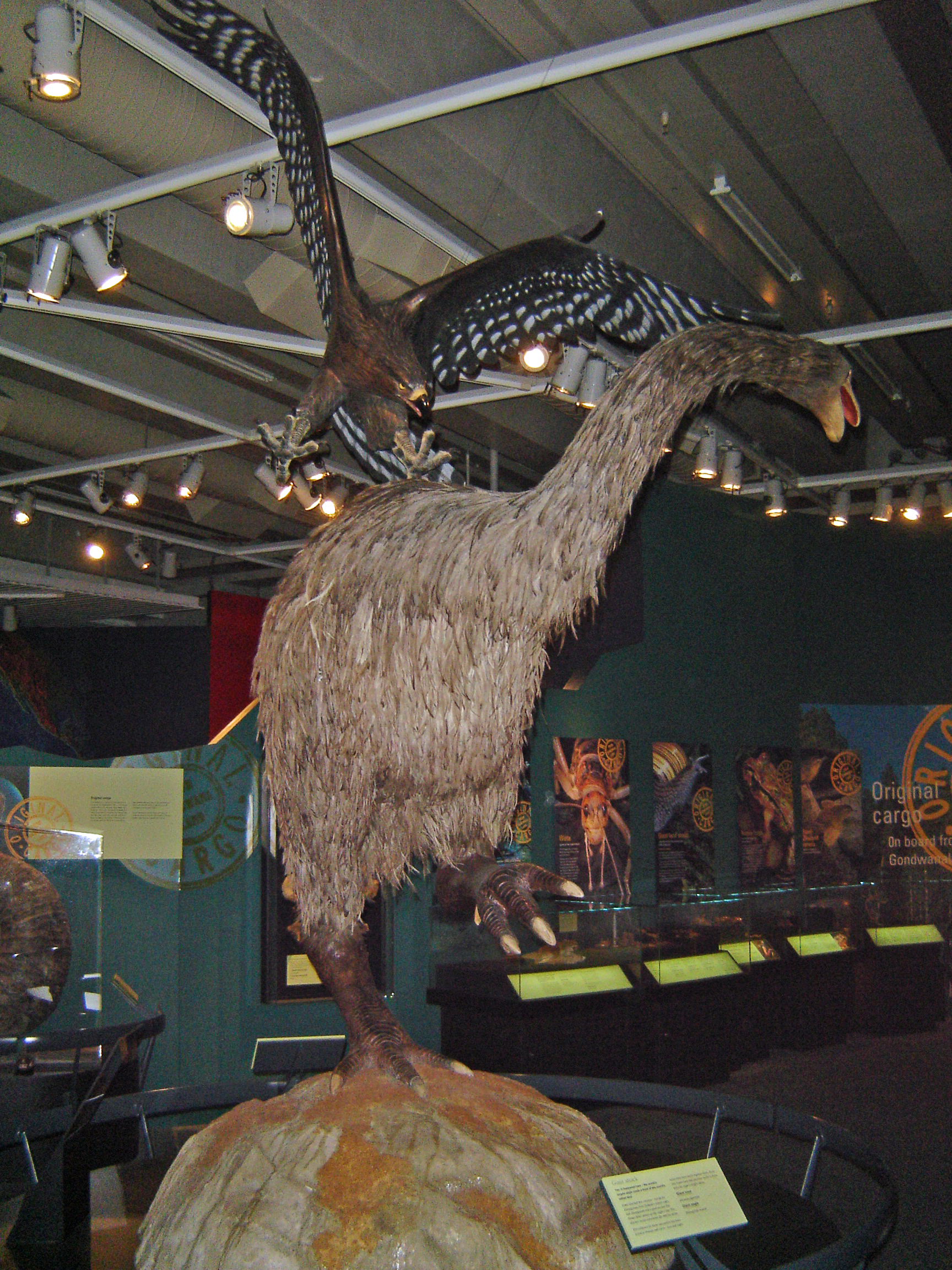
نموذج يوضح عقاب هاآست يهاجم موا بمخالبه الكبيرة.

يعرف عن أنثى عقاب هاآست أنها تزن من 10-15 كيلوجرام والذكر يزن 9-10 كيلوجرام، جناحي العقاب صغيرة نسبياً وهي 2,6 مترا إلى 3 متر في الغالب. حجم الجناحي هذا العقاب كانت مقاربة لحجم جناحي نسور أو الصقور حية أخرى مثل العقاب الذهبي. ويمكن أن تكون الأجنحة القصيرة هي ما ساعدته على الاصطياد في الغابات الكثيفة، وصنف أنه يتجه نحو الاطيران في الغالب، لكن عضلات قدمه القوية تساعده على الطيران مع بداية القفز، على الرغم من وزنه. حجم العقاب العام هو 1,4 مترا أما الطول فهو 3 أقدام، ويتغذى الطائر على طيور أضعاف وزنه مثل الموا الذي هو 15 ضعف الوزن.

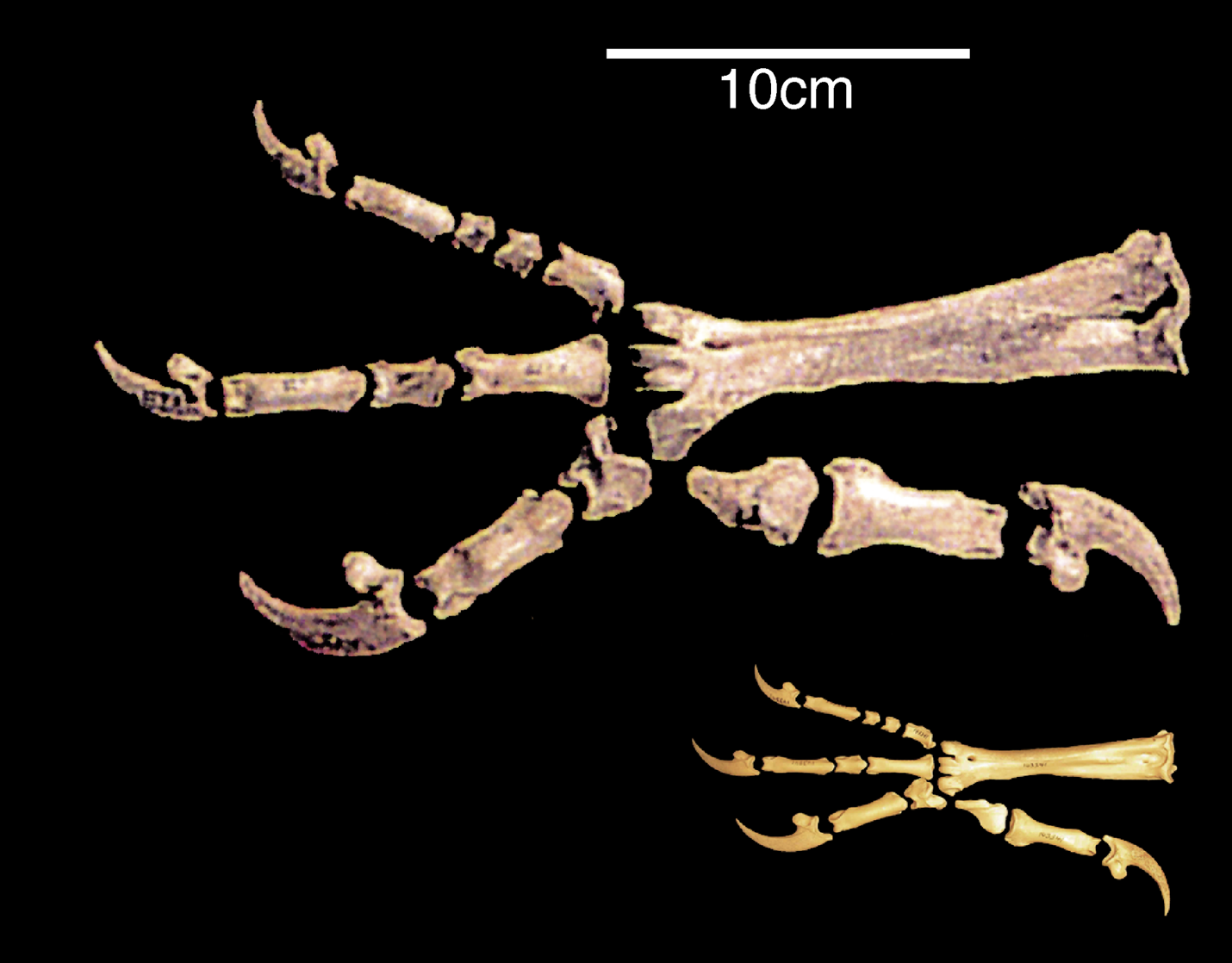
مقارنة بين عقاب هاآست وعقاب عادي (المخالب)

مع وصول شعوب الماوري إلى نيوزيلاندا أصطادوا أعداداً كبيرة من الماو، وهذا هو سبب انقراض الماو عقاب هاآست معاً في القرن الخامس عشر. وكانت الماو هي الحيوانات التي كانت صقور هاآست تعتمد عليها كغذاء. وأيضا كانت تُصطاد عن طيق البشر: فالعقاب الكبير الخاطف أعتبر تهديداً لشعوب الماوري، فحيوان يستطيع قتل الماو الكبير بسهولة يستطيع أعتبار البشر وليمة.

## وصلات خارجية
- Haast's Eagle. Harpagornis moorei. by Paul Martinson نسخة محفوظة 17 أكتوبر 2012 على موقع واي باك مشين.. Artwork produced for the book Extinct Birds of New Zealand by Alan Tennyson, Te Papa Press, Wellington, 2006
- New Zealand Birds Limited Haast Eagle page
- New Zealand Eagle website
- NZ Conservation Trust (Charles Douglas' reputed sighting)